# Hema (köpinghuvudort i Kina, Guizhou Sheng, lat 28,04, long 106,33)
Hema (kinesiska: 合马, 合马镇) är en köpinghuvudort i Kina. Den ligger i provinsen Guizhou, i den sydvästra delen av landet, omkring 160 kilometer norr om provinshuvudstaden Guiyang. Antalet invånare är 15 485. Befolkningen består av 7 585 kvinnor och 7 900 män. Barn under 15 år utgör 26,0 %, vuxna 15-64 år 62 %, och äldre över 65 år 10,0 %.